# Aleiodes halifaxensis
Aleiodes halifaxensis är en stekelart som beskrevs av Fortier 2007. Aleiodes halifaxensis ingår i släktet Aleiodes och familjen bracksteklar. Inga underarter finns listade i Catalogue of Life.